# Joachim von der Lieth-Thomsen
Joachim von der Lieth-Thomsen (1896-1918) est un pilote allemand de la Première Guerre mondiale. Il était le fils du général Hermann von der Lieth-Thomsen.

## Biographie
Fils de Hermann von der Lieth-Thomsen, Joachim naît le 8 avril 1896, à Metz, une ville de garnison animée d'Alsace-Lorraine. Avec sa ceinture fortifiée, Metz est alors la première place forte du Reich allemand, constituant une véritable pépinière de militaires d'exception. Comme ses compatriotes Hans Leistikow, Rolf von Lilienhoff-Zwowitzky ou Erich von Brückner, le jeune Joachim se tourne naturellement vers le métier des armes. À peine sa scolarité terminée, il s'engage dans l'armée impériale. Joachim von der Lieth-Thomsen étant le fils du général Lieth-Thomsen, chef du personnel de la Luftstreitkräfte, sa carrière semble toute tracée à la veille de la Première Guerre mondiale. 

### Première Guerre mondiale
Après sa formation de pilote, Joachim von der Lieth-Thomsen est promu rapidement Leutnant zur See, enseigne de vaisseau de 2e classe. Lors d'une mission au-dessus de l'estuaire de la Tamise le 9 juillet 1917, alors qu'il vole avec Wilhelm Löwes, Joachim von der Lieth-Thomsen est abattu en vol. Blessé dans sa chute, il est fait prisonnier par les Britanniques. Juste avant l'armistice, le 3 novembre 1918, Joachim von der Lieth-Thomsen décéda à l'Hôpital de Dartford. Il repose depuis au cimetière de Channock Chase, en Grande-Bretagne.